# Pachynematus clibrichellus
Pachynematus clibrichellus är en stekelart som först beskrevs av Cameron 1878.  Pachynematus clibrichellus ingår i släktet Pachynematus, och familjen bladsteklar. Arten är reproducerande i Sverige.